# Carré violet

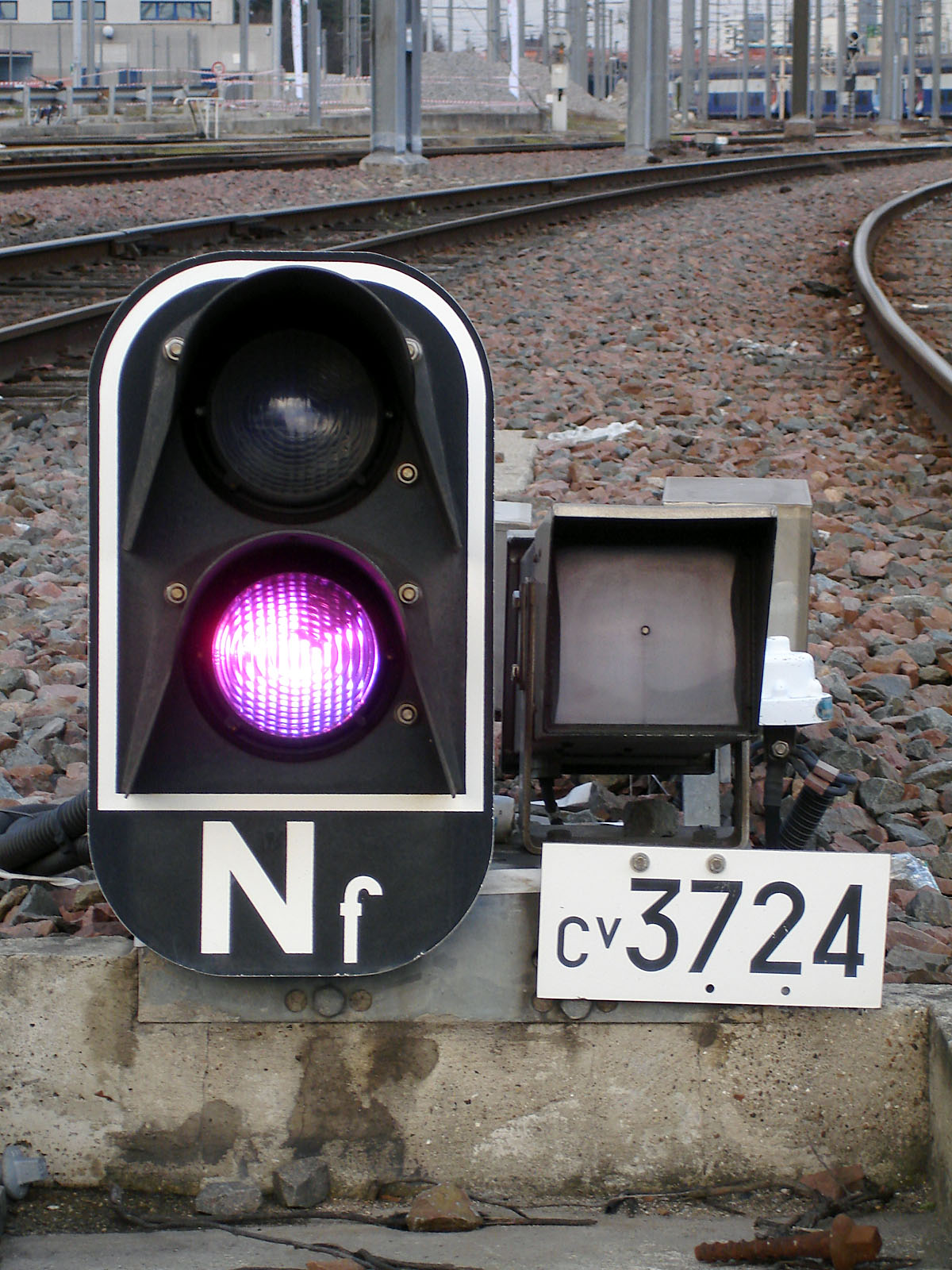
Carré violet optique au technicentre de la SNCF à Paris Nord-Joncherolles.

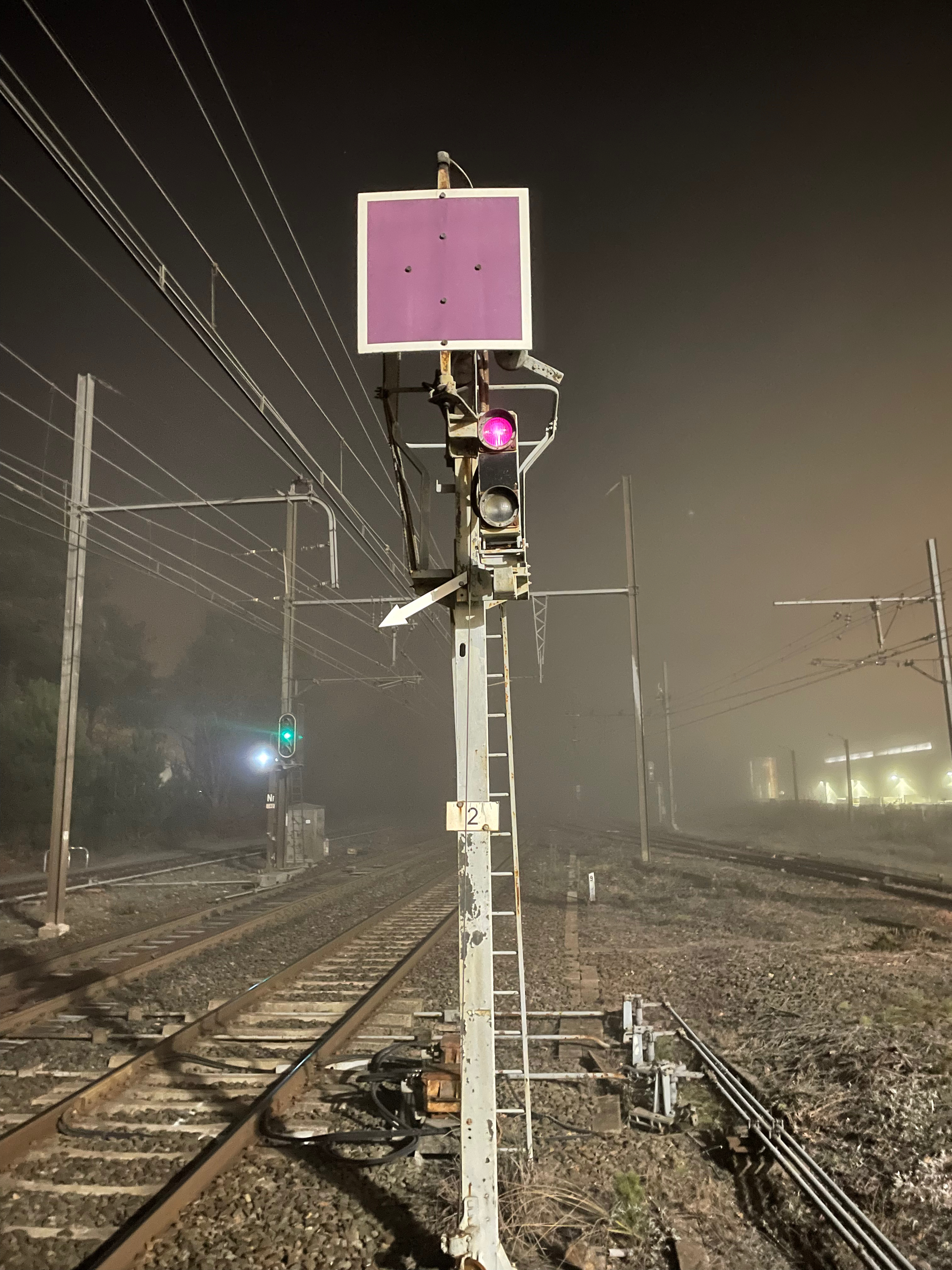
Carré violet mécanique avec feu pour la visibilité de nuit en Gare de Facture-Biganos

Le carré violet est un signal ferroviaire de type SNCF.

## Définition
En signalisation lumineuse, le carré violet est présenté sous forme d'un feu violet.
En signalisation mécanique, il est présenté sous forme d'une cocarde (tableau) violette.

Équivalent au carré, ce signal est en général installé sur les voies de service.
De même que le carré, le carré violet commande l'arrêt.
Sur voie principale, le carré violet ne s'adresse qu'aux circulations en marche restrictive (marche à vue, marche en manœuvres). Toutefois, sur certaines voies principales dites de « circulation » qui traversent certains complexes (gares à plusieurs chantiers), les circulations doivent respecter l'arrêt au droit des carrés violets comme s'il s'agissait de carrés « classiques » (à 2 feux rouges).

## Historique
Le carré violet a été introduit par le Code Verlant.